# Ирландское восстание (1798)
Ирландское восстание 1798 года (англ. Irish Rebellion of 1798, ирл. Éirí Amach 1798) — восстание ирландцев против королевского правления Ганноверской династии в Ирландии и английского владычества, которое пришлось на
время Революционных войн и было согласовано с французами.

## Ход событий
Воодушевлённые примером американской и французской революций, против правления Ганноверской династии и английского владычества выступили члены
католической организации «Общество объединённых ирландцев». Первые стычки состоялись в мае 1798 года. Главные силы повстанцев потерпели при Вайнгар-хилл 21 июня полнейшее поражение.
Французская Директория, переговоры с которой по поводу вооружённой поддержки восстания велись с 1796 года, поддалась на уговоры жившего тогда в Париже Вольфа Тона, главы «Объединённых ирландцев», и согласилась направить войска в Ирландию. (Предыдущая экспедиция под командованием Лазара Гоша окончилась неудачно). Тон же со своей стороны обещал всяческую поддержку войскам со стороны местных ячеек «Объединённых ирландцев».
22 августа 1798 года отряд французской армии численностью в 1000 человек под командованием Жана Юмбера был высажен в Киллале, графство Мейо. Теоретически это должен был быть лишь авангард французских сил, однако по ряду причин французам так и не удалось перебросить подкрепления на помощь Юмберу. В итоге, усилив свой отряд местными добровольцами (после чего численность его войск составила по одним данным 2000 человек, а по другим 6000 человек), Юмбер двинулся на восток, к Дублину. Удачно маневрируя, он смог разбить превосходящие по численности отряды британцев под Каслбаром и захватить город, который стал столицей Республики Коннахт, провозглашённой «Объединёнными ирландцами». Президентом Республики Коннахт стал Джон Мур.
Однако отсутствие ресурсов и подавляющее численное превосходство британских войск привело к тому, что 8 сентября 1798 года в битве при Баллинамаке войска Юмбера были разбиты генералом Лейком. Жан Юмбер попал в плен к британцам.
Через 4 месяца после начала восстание было подавлено, а через 2 года парламент Великобритании принял решение о присоединении Ирландского королевства — Акт об унии. Новое государство получило название «Соединённое королевство Великобритании и Ирландии».

## В художественной литературе
Высадка французских войск в Киллале служит историческим фоном пьесы Уильяма Батлера Йейтса «Кэтлин, дочь Холиэна».